# John Clements Wickham
John Clements Wickham (Leith, Edinburgh, 21 november 1798 – Biarritz, Frankrijk, 6 januari 1864) was een Schotse ontdekkingsreiziger, marineofficier en magistraat. Hij was tweede in gezag, onder kapitein Robert FitzRoy, tijdens de tweede expeditie van het schip HMS Beagle van 1831 tot 1836. De jonge Charles Darwin maakte deel uit van de expeditie en zijn dagboek over de reis werd later bekend onder de titel De reis van de Beagle (Engels: The Voyage of the Beagle). Na die expeditie werd Wickham benoemd tot kapitein-luitenant-ter-zee. Hij werd in 1837 benoemd om als kapitein de derde expeditie van de HMS Beagle te leiden en de noordwestkust van Australië te verkennen.
In 1841 verliet hij echter vanwege een slechte gezondheid de militaire dienst als marineofficier. Hij vestigde zich in het Moreton Bay District in New South Wales en werd er politiemagistraat. Wickham ging met pensioen in 1859 toen de kolonie Queensland werd opgericht. Toen Queensland en New South Wales niet overeenkwamen wie financieel verantwoordelijk was voor Wickham's pensioen, vertrok hij naar Frankrijk waar hij in 1864 stierf.

## Vroege jaren
John Clements Wickham werd geboren te Leith in de regio Edinburgh in Schotland op 21 november 1798. Zijn ouders waren Samuel Wickham R.N. en Ellen Naylor. Hij trad in 1812 toe tot de Royal Navy als adelborst en diende op de HMS Nightingale en de HMS Hyperion. In 1819 slaagde hij voor het officiersexamen. Van 1827 tot 1830 diende hij onder Phillip Parker King en verkende de kusten van Zuid-Amerika aan boord van de Adventure. Wickham en King bleven levenslang vrienden en waren zwagers, beiden gehuwd met dochters van Hannibal Hawkins Macarthur.

## Australië

The Voyage of the Beagle

In 1831 nam Wickham als eerste luitenant deel aan de tweede expeditie van de HMS Beagle onder het gezag van kapitein Robert Fitzroy. De expeditie voltooide de verkenning van Zuid-Amerika en deed daarna Australië aan. Dit werd de beroemde Voyage of the Beagle met Charles Darwin aan boord. De expeditie verkende de kusten van Chili en Peru, de Galapagoseilanden, Tahiti, Polynesië, Melanesië, Nieuw-Zeeland, Port Jackson, Van Diemensland, King George Sound, Cocoseilanden en Mauritius. Ze keerden terug langs Sint-Helena, Ascension, Bahia en Pernambuco en kwamen terug in Engeland aan in 1836.
Op 10 januari 1837 werd Wickham gepromoveerd tot kapitein en kreeg het gezag over de HMS Beagle. Hij leidde met dit schip een derde expeditie langs de noordwestkust van Australië. Hij benoemde John Lort Stokes, die ook al aan de twee vorige expedities deelnam, tot tweede man onder hem. Ze brachten de noordwestkust en de kust van Arnhemland in kaart. In 1839 ontdekte Stokes een natuurlijke haven en die plaats werd naar Charles Darwin vernoemd, Port Darwin. In 1841 werd Wickham ziek en verliet de Royal Navy. Stokes zette de expeditie voort die eindigde in 1843.
Wickham vestigde zich in New South Wales en huwde er op 27 oktober 1842 Anna Macarthur. In januari 1843 werd hij politiemagistraat in Moreton Bay en droeg in die hoedanigheid bij aan de vroege ontwikkeling van Brisbane. In 1846-47 bracht hij het Moreton Bay District in kaart. In 1852 stierf zijn eerste vrouw en liet hem twee zonen en een dochter na. Tegen 1853 waren zijn verantwoordelijkheden zo uitgebreid dat hij tot Government Resident werd benoemd. Hij diende daarbij zijn post als politiemagistraat op te geven. Wickham verbleef op een landgoed dat bekend stond als Newstead en dat hij van zijn zwager Patrick Leslie had gekocht. In 1857 hertrouwde hij met de in Dublin geboren Ellen Deering, die hem nog twee zonen schonk.
Bij het ontstaan van de nieuwe kolonie Queensland werd Wickham de post van koloniaal schatkistbewaarder aangeboden. Hij weigerde omdat hij dacht dat hij een verkiezingscampagne niet zou kunnen bekostigen en alles zou kwijt zijn indien hij niet werd gekozen. Hij verzocht vervolgens om een pensioen bij de overheid van New South Wales maar die weigerden en stelden dat Queensland daarvoor verantwoordelijk was. Hij vroeg vervolgens een pensioen aan bij de staatssecretaris voor de koloniën, maar die speelde de aanvraag door aan de overheid van Queensland, die vervolgens de verantwoordelijkheid weer bij de overheid van New South Wales legde. Beide overheidsinstanties hadden onenigheid over lopende schulden. Wickham voelde zich tekort gedaan en verhuisde naar het zuiden van Frankrijk. Daar stierf hij op 6 januari 1864 aan hartfalen en werd begraven in Biarritz.

## Nalatenschap

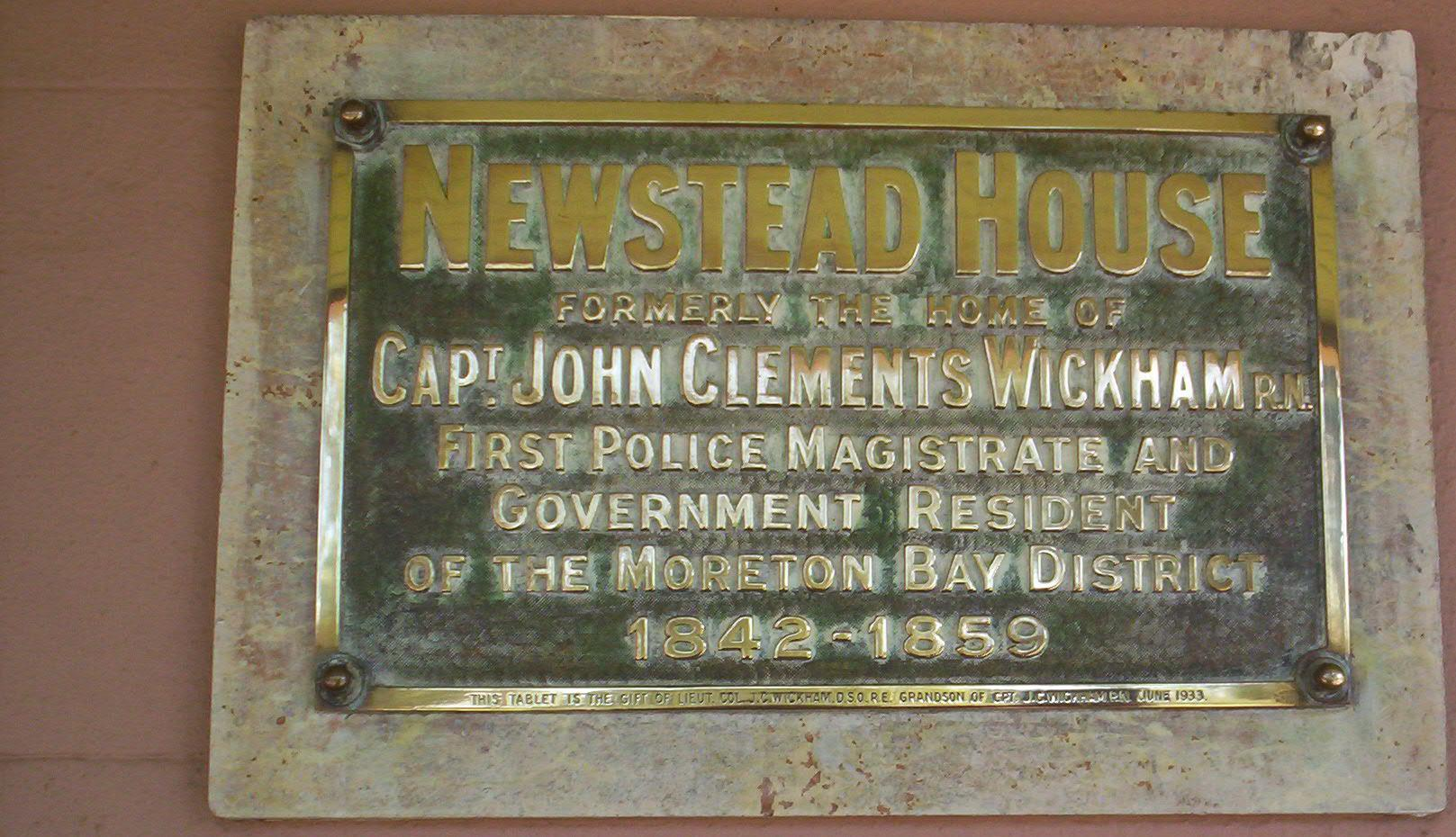

Als huldebetoon werden er een aantal plaatsen, landvormen en een plant naar Wickham vernoemd.

### Plaatsen
Australië
- Kaap Wickham en de kaap Wickham-vuurtoren in Tasmanië
- Twee eilanden in West-Australië
  - een klein eiland nabij Bernouilli-eiland in de Timorzee
  - de voormalige naam van Stanley-eiland in de Recherche-archipel
- Twee heuvels die Mount Wickham heten, een in het Noordelijk Territorium en een in Queensland
- Wickham in New South Wales, een wijk in Newcastle met haar Wickham Park
- Wickham in West-Australië
- Wickham in het Noordelijk Territorium in de gemeente Litchfield
- Wickham Park in Brisbane
- De rivier Wickham in het Noordelijk Territorium
- Wickham Terrace, een hoofdstraat in Brisbane waar ook het 'Wickham Hotel' te vinden is; alsook straten die Wickham heten in Fortitude Valley (Queensland), East Perth (West-Australië), Ayr (Queensland), Townsville (Queensland) en Wyndham Vale (Victoria).

Chili
- Wickham-eiland

Falklandeilanden
- Wickham Heights met Mount Wickham

Salomonseilanden
- Wickham-eiland in de New Georgia-eilandengroep

### Ander huldebetoon
- De plant Grevillea wickhamii uit het geslacht Grevillea

## Trivia
Wickham zou Darwins schildpadden, die de kou in Engeland niet aankonden, naar Australië hebben meegenomen. De schildpad Harriet zou er een van de langst in gevangenschap levende schildpadden worden. Harriet stierf in 2006 op 176-jarige leeftijd.
- Australian Dictionary of Biography: wickham-john-clements-2790
- Dictionary of Australian Artists: john-clements-wickham
- Nationale bibliotheek van Australië: 46702106
- SNAC: w6qc09kg
- Museum of New Zealand Te Papa Tongarewa: 69926
- Trove: 1467360
- Virtual International Authority File: 169118911